# Achlyonice tui
Achlyonice tui är en sjögurkeart som beskrevs av Pawson 1965. Achlyonice tui ingår i släktet Achlyonice och familjen Elpidiidae. Inga underarter finns listade i Catalogue of Life.